# Basses
Basses é uma comuna francesa na região administrativa da Nova Aquitânia, no departamento de Vienne. Estende-se por uma área de 10,25 km². Em 2010 a comuna tinha 321 habitantes (densidade: 31,3 hab./km²).